# Platyptilia gatamaiyua
Platyptilia gatamaiyua – gatunek motyla z rodziny piórolotkowatych.
Gatunek ten został opisany w 2011 roku przez Ceesa Gielisa.
Motyl o ciele ciemnobrązowym z brązową głową, a czułkami ciemnobrązowo i szarobrązowo obrączkowanymi. Przednie skrzydła mają rozpiętość od 16 do 20 mm, wcięte od 2/3 długości, z wierzchu są brązowe z ciemnobrązowymi znakami, od spodu ciemnobrązowe z białą linią poprzeczną. Brak jasnej linii subterminalnej odróżnia je od skrzydeł gatunków pokrewnych. Skrzydła tylne z wierzchu szarobrązowe z czarnymi łuskami rozrzuconymi na trzecim piórku, od spodu ciemnobrązowe z rzadkimi, szarobiałymi łuskami na pierwszym piórku i ciemnordzawymi łuskami na żyłkach. Strzępiny przednich skrzydeł są szare, tylnych zaś szarobrązowe. Samiec ma symetryczne, lancetowate walwy. Samica ma pęcherzowatą torebkę kopulacyjną z dwoma różkowatymi znamionami i ośmiokrotnie dłuższym niż szerszym przedsionkiem.
Owad afrotropikalny, znany tylko z Parku Narodowego Aberdare i Gatamaiyu Natural Reserve w Kenii.